# Schnauzer miniatura
A schnauzer miniatura[Nota] (em alemão:  Zwergschnauzer) é uma raça canina, uma variedade de schnauzer originária da Alemanha.
Seu nome vem da palavra alemã schnauze, que significa focinho. Sobre seu surgimento existem duas teorias aceitas. Na primeira diz-se que esta raça "nasceu" dos cruzamentos entre o schnauzer standard e o affenpinscher, ao passo que na segunda afirma-se que o tamanho desta miniatura foi atingido graças ao envolvimento do pinscher nestes cruzamentos seletivos, já que seu nome primeiro foi pinscher de pelo duro. Inicialmente criado para ser um rateiro, conquistou popularidade após a Segunda Guerra Mundial, quando ultrapassou a variante média em número de registros.
Fisicamente pode chegar a medir 36 cm e pesar 8 kg. Sua pelagem atinge diversas cores, inclusive a branca, embora a sal e pimenta seja a mais comum; sua tosa é característica: curta e uniforme, o que ressalva suas densa barba e grossas sobrancelhas. Em alguns países é comum ainda que se corte as orelhas, para que fique em pé como as do pinscher. Seu temperamento é classificado como de um terrier, embora seja de fácil adestramento, graças a seu antepassado pastor.

## Variantes da pelagem
As quatro cores aceitas pelo padrão da raça são: sal e pimenta; preto puro com sub-pelo preto; preto e prata; e branco puro com sub-pelo branco.
O schnauzer miniatura possui pelagem dupla: o sub-pelo é macio e a cobertura do tipo "pelo de arame". Na tosa de competição o torso deve sofrer stripping, com a retirada manual dos pelos, deixando apenas o sub-pelo aparente - em tosa comum apenas apara-se, obtendo visual similar. O focinho e a saia (patas e dorso) tem pelo longo, remanescente da origem e função de caça a pequenos roedores, servindo de proteção contra o frio e  também para eventuais mordidas de suas presas, com o corpo livre para acessar buracos - entrando e saindo facilmente.

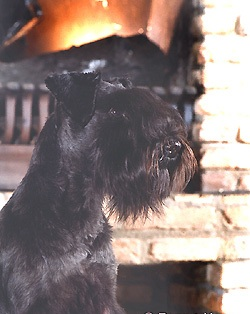
A variedade preta sem as orelhas cortadas.
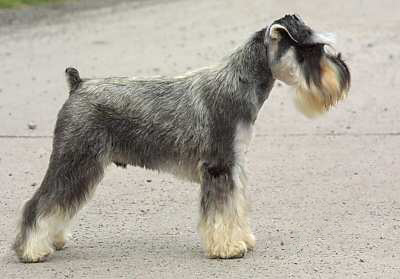
A coloração sal e pimenta pode ser confudida…
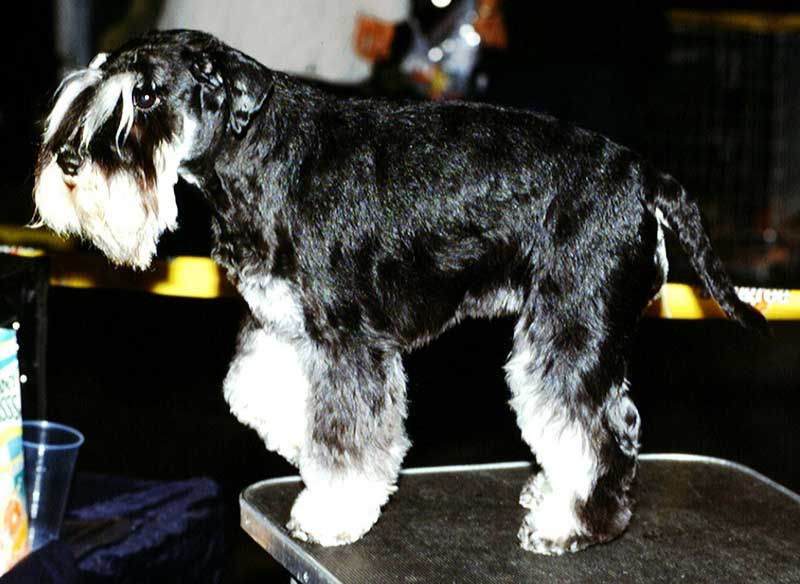
… com a preta e prateada.
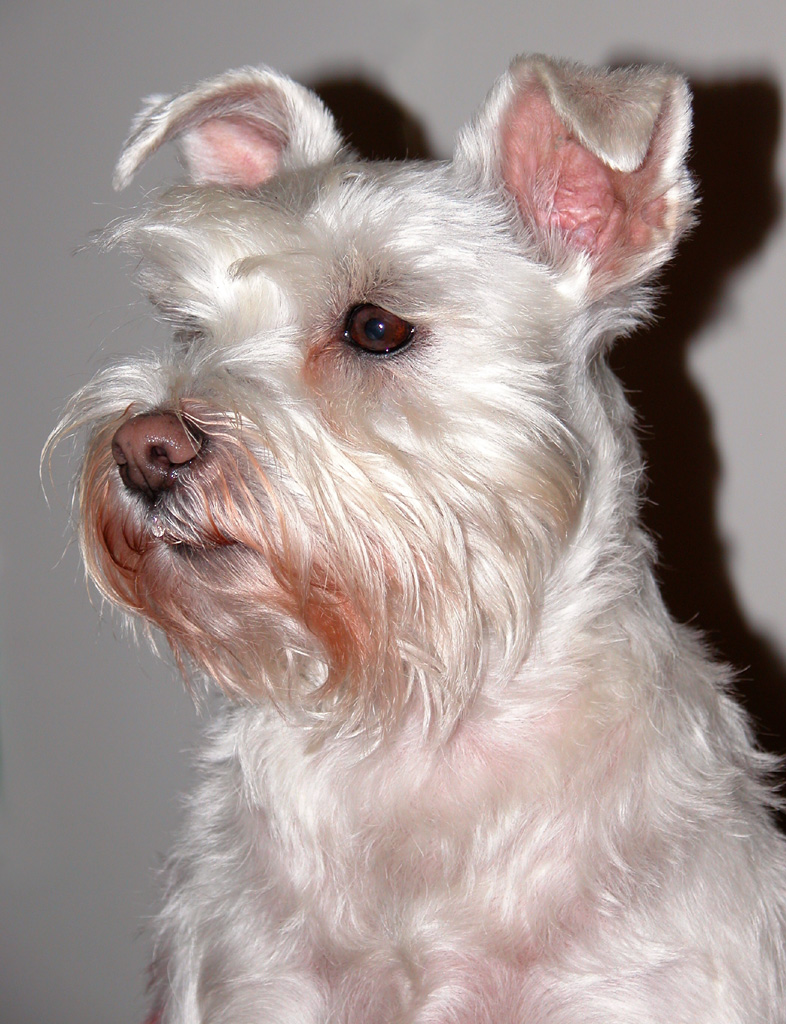
A coloração branca.
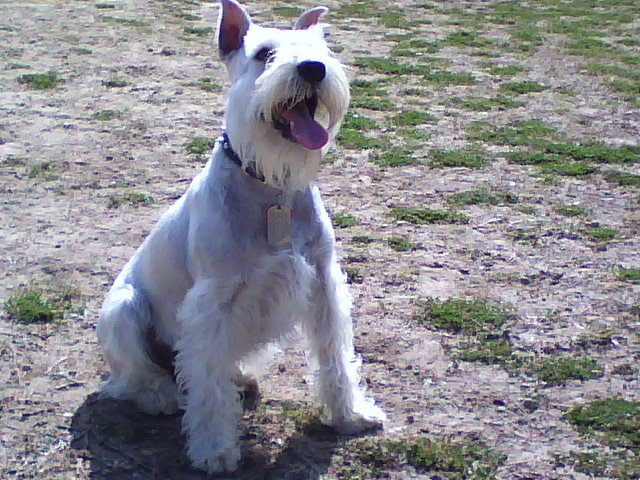
Com as orelhas cortadas, este canino assemelha-se mais ao grupo dos pinschers.